# Bakszagú pókhálósgomba
A bakszagú pókhálósgomba (Cortinarius camphoratus) a pókhálósgombafélék családjába tartozó, Európában és Észak-Amerikában honos, fenyvesekben élő, nem ehető gombafaj. 

## Megjelenése
A bakszagú pókhálósgomba kalapja 4-9 cm széles, fiatalon félgömb alakú, majd domborúan, idősen majdnem laposan kiterül. Felszíne száraz, szálas, kissé selymes. Széle fiatalon begöngyölt. Színe eleinte kékes-fehéres, majd lilás (helyenként sárgás-barnás foltokkal), idősen a közepétől kezdve sárgásbarnára színeződik.  
Húsa vastag és kemény; színe fehéres-halványlilás, helyenként sárgásbarnás. Szaga igen kellemetlen (különösen az idős gomba esetében), rothadt burgonyára, kecskére vagy beizzadt lábra emlékeztet; íze nem jellegzetes.
Közepesen sűrű és vastag lemezei felkanyarodók. Színük fiatalon lilás, idősen fahéjbarna. A lemezeket fiatalon védő pókhálószerű kortina lila. 
Tönkje 5-9 cm magas és 1-2 cm vastag. Alakja egyenletesen vastag vagy a tövénél kissé bunkós, nem üregesedik. Felszíne selymes-szálas. Színe halványkékes, idősen sárgásbarnás. 
Spórapora rozsdabarna. Spórája ellipszis vagy mandula formájú, finoman és sűrűn szemölcsös, mérete 8,5-10,5 x 5-6,5 µm.

### Hasonló fajok
A lilás pókhálósgomba, a hagymatönkű pókhálósgomba, a sötétlila pókhálósgomba, a bíborlila pókhálósgomba, a pikkelyestönkű pókhálósgomba, a lilásfehér pókhálósgomba, esetleg a lila pereszke hasonlít hozzá. 

## Elterjedése és termőhelye
Európában és Észak-Amerikában honos. 
Fenyvesekben él, nedves, mohás talajon. Nyártól késő őszig terem. 
Nem ehető, egyes források szerint mérgező. 

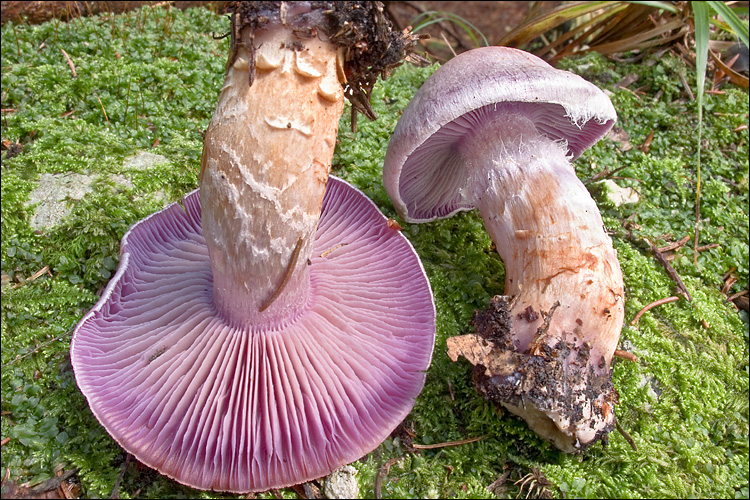
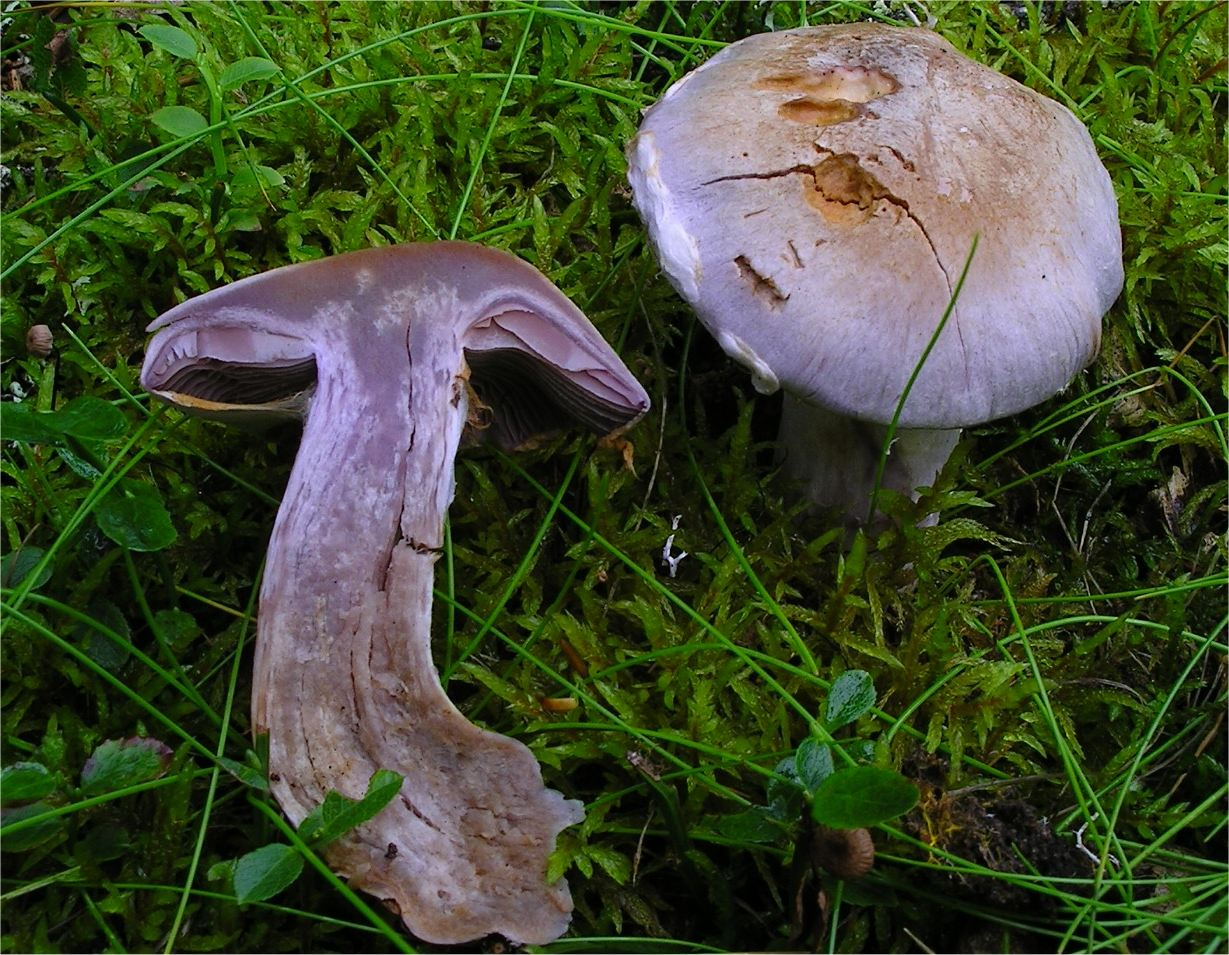
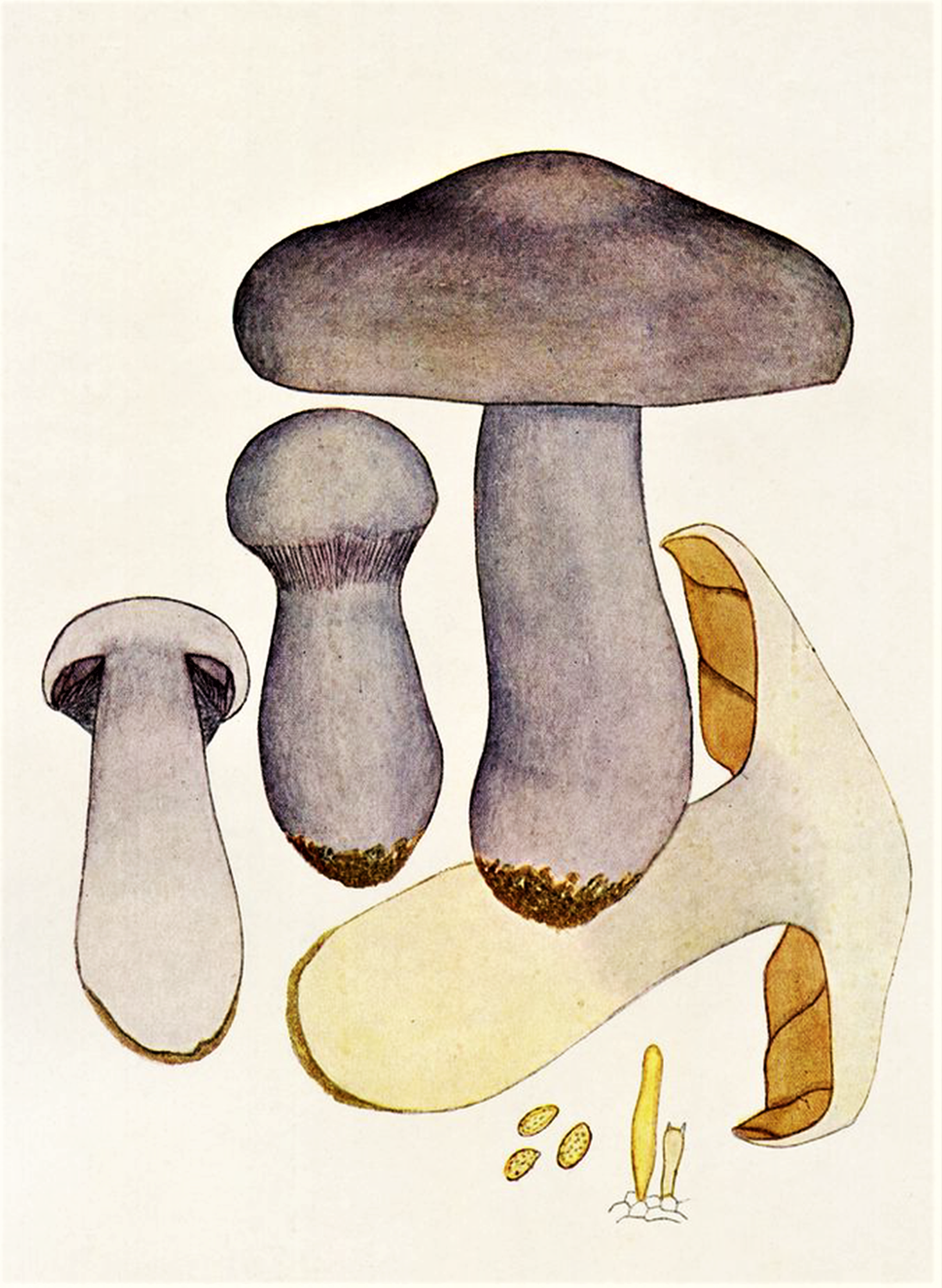
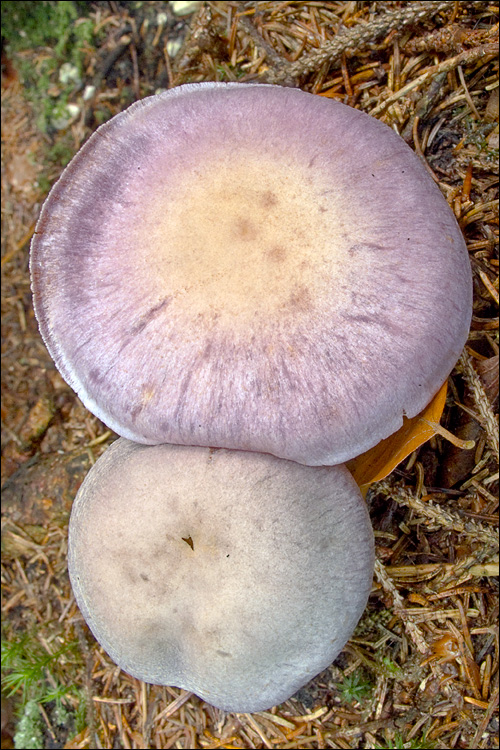
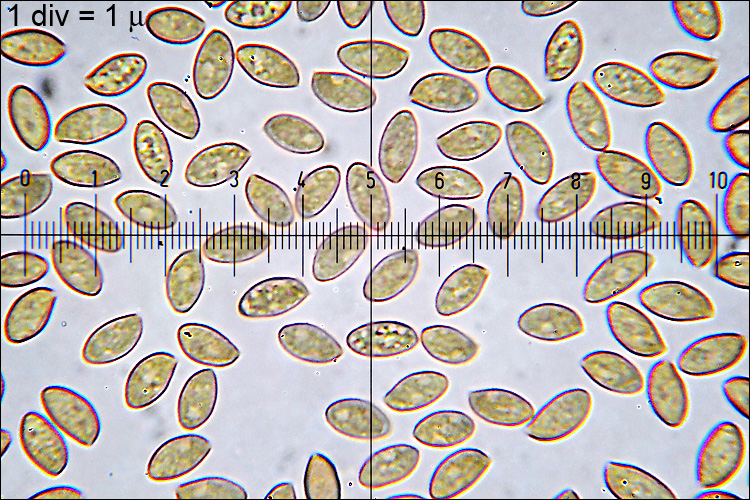